# ZNF696
ZNF696 (англ. Zinc finger protein 696) – білок, який кодується однойменним геном, розташованим у людей на короткому плечі 8-ї хромосоми. Довжина поліпептидного ланцюга білка становить 374 амінокислот, а молекулярна маса — 40 575.
| 10         |  | 20         |  | 30         |  | 40         |  | 50         |
| ---------- |  | ---------- |  | ---------- |  | ---------- |  | ---------- |
| MEPGGEPTGA |  | KESSTLMESL |  | AAVKAAFLAQ |  | APSGSRSAEV |  | QAAQSTEPAA |
| EAGAPEGEGH |  | RGGPPRALGS |  | LGLCENQEAR |  | ERPGGSPRGP |  | VTSEKTGGQS |
| GLESDVPPNA |  | GPGAEGGGSW |  | KGRPFPCGAC |  | GRSFKCSSDA |  | AKHRSIHSGE |
| KPYECSDCGK |  | AFIHSSHVVR |  | HQRAHSGERP |  | YACAECGKAF |  | GQSFNLLRHQ |
| RVHTGEKPYA |  | CADCGKAFGQ |  | RSDAAKHRRT |  | HTGERLYACG |  | ECGKRFLHSS |
| NVVRHRRTHH |  | GENPYECREC |  | GQAFSQSSNL |  | LQHQRVHTGE |  | RPFACQDCGR |
| AFSRSSFLRE |  | HRRIHTGEKP |  | HQCGHCGRAF |  | RALSGFFRHQ |  | RLHTGEKPFR |
| CTECGRAFRL |  | SFHLIQHRRV |  | HGAE       |  |            |  |            |

A: Аланін

C: Цистеїн

D: Аспарагінова кислота

E: Глутамінова кислота

F: Фенілаланін

G: Гліцин

H: Гістидин

I: Ізолейцин

K: Лізин

L: Лейцин

M: Метіонін

N: Аспарагін

P: Пролін

Q: Глутамін

R: Аргінін

S: Серин

T: Треонін

V: Валін

W: Триптофан

Задіяний у таких біологічних процесах, як транскрипція, регуляція транскрипції. 
Білок має сайт для зв'язування з іонами металів, іоном цинку, ДНК. 
Локалізований у ядрі.